# 哈力洛乡
哈力洛乡，是中华人民共和国四川省凉山彝族自治州普格县曾经下辖的一个乡。2021年1月12日，撤销哈力洛乡，原哈力洛乡四甘日村、补觉村、若地坡西村、瓦依村2至3组所属行政区域划归特兹乡管辖；哈力洛乡瓦依村1组所属行政区域为夹铁镇的行政区域；瓦依村4组所属行政区域为西洛镇的行政区域。

## 行政区划
哈力洛乡撤销前下辖以下地区：
瓦依村、若地坡西村、补觉村和四甘日村。